# Tanimuca
Els tanimuca i rétuarâ o letuama són dues meitats patrilineals exògames d'una ètnia indígena, Ufaina, que habita a la vora dels rius Guacayá, Popeyacá, Mirití i baix Apaporis, a Colòmbia. El seu número seria d'uns 300 individus. Parlen una llengua de la família tukana.

## Habitatge
Viuen en cases comunals o "maloques" semicòniques de 20 m de diàmetre. El lloc de cadascú en la maloca depèn del seu paper social. Els solters estan en el centre i manquen de fogó. A l'Ancestre o cap fanaca o Panaca, els seus dos ajudants kihehonaki, el director de balls baja kean i el mohán o xaman yai, tenen el seu lloc.

## Lèxic
- ma'i= mamà
- a'bí= papà
- yapua= arbre, llenya o pal
- papera= paper
- ma'ki= fill
- ócoa= aigua
- tupana= Déu

## Economia
Practiquen la agricultura itinerant centrada en el cultiu de la iuca amarga, al costat de la qual sembren chontaduro, ají, tabac, pinya, lulo, guama, marañón, caimo i Raïm caimarona.
Cacen, principalment lapa, danta, pecarí, micos i pavas. pesquen diferents espècies de peixos amb arpons i hams. Recol·lecten fruits de moriche, seje, formigues i larves "mojojoy.

## Cosmologia
Conceben l'univers com un gran con maloca integrat per plats superposat, sis a dalt, masculins, fonts d'energia, al cel, wehea, aquest món i sis, femenins, a baix a la mare terra namatu.
Els balls i festes són molt importants. En començar l'estiu al desembre celebren la tomba per a fer la chagra. Al final de gener o començament del febrer és el ball del chontaduro. En començar l'hivern al març o abril, té lloc el ritual masculí del "yurupari". Al juny o juliol són el ritual de "ploma blanca" i el wana o "ball de la guadua".

## Referència
1. ↑  Janet Barnes, 1999, p. 209